# Brome
Brome ist ein Flecken im Landkreis Gifhorn in Niedersachsen. Er ist Mitgliedsgemeinde und Sitz der Samtgemeinde Brome.

## Geografie

### Geografische Lage
Der Flecken Brome liegt unmittelbar an der Landesgrenze zu Sachsen-Anhalt und ragt in dessen Gebiet wie ein Rammsporn hinein. Brome gehört gemeinsam mit den Gemeinden Bergfeld, Ehra-Lessien, Parsau, Rühen, Tiddische und Tülau zur Samtgemeinde Brome. Durch den Ort fließt die Ohre. Unmittelbar nordwestlich liegt Altendorf, zwei Kilometer nördlich Wendischbrome, das zur sachsen-anhaltischen Gemeinde Jübar gehört. Nach Steimke, das Ortsteil der Stadt Klötze ist, sind es zwei Kilometer Richtung Südosten, nach Zicherie im Süden rund drei Kilometer. Voitze liegt etwa vier Kilometer westlich. Das Land ist außer im Ohretal leicht gewellt und durch Ackerflächen, Grünflächen und Wälder geprägt. Die Umgebung von Brome wird als „Bromer Land“ bezeichnet.

### Fleckengliederung
Die fünf Ortsteile des Fleckens sind
- Altendorf (215 Einwohner)
- Benitz (85 Einwohner)
- Brome (2591 Einwohner)
- Wiswedel (89 Einwohner)
- Zicherie (288 Einwohner)

## Geschichte

### Ortsgeschichte

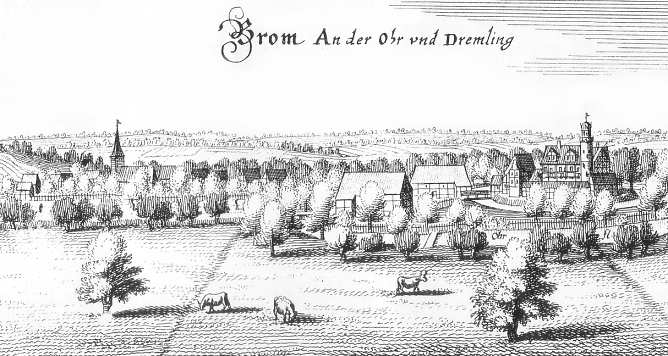
Merian-Kupferstich von Brome 1654; links der Ort mit Kirchturm, rechts die Burg

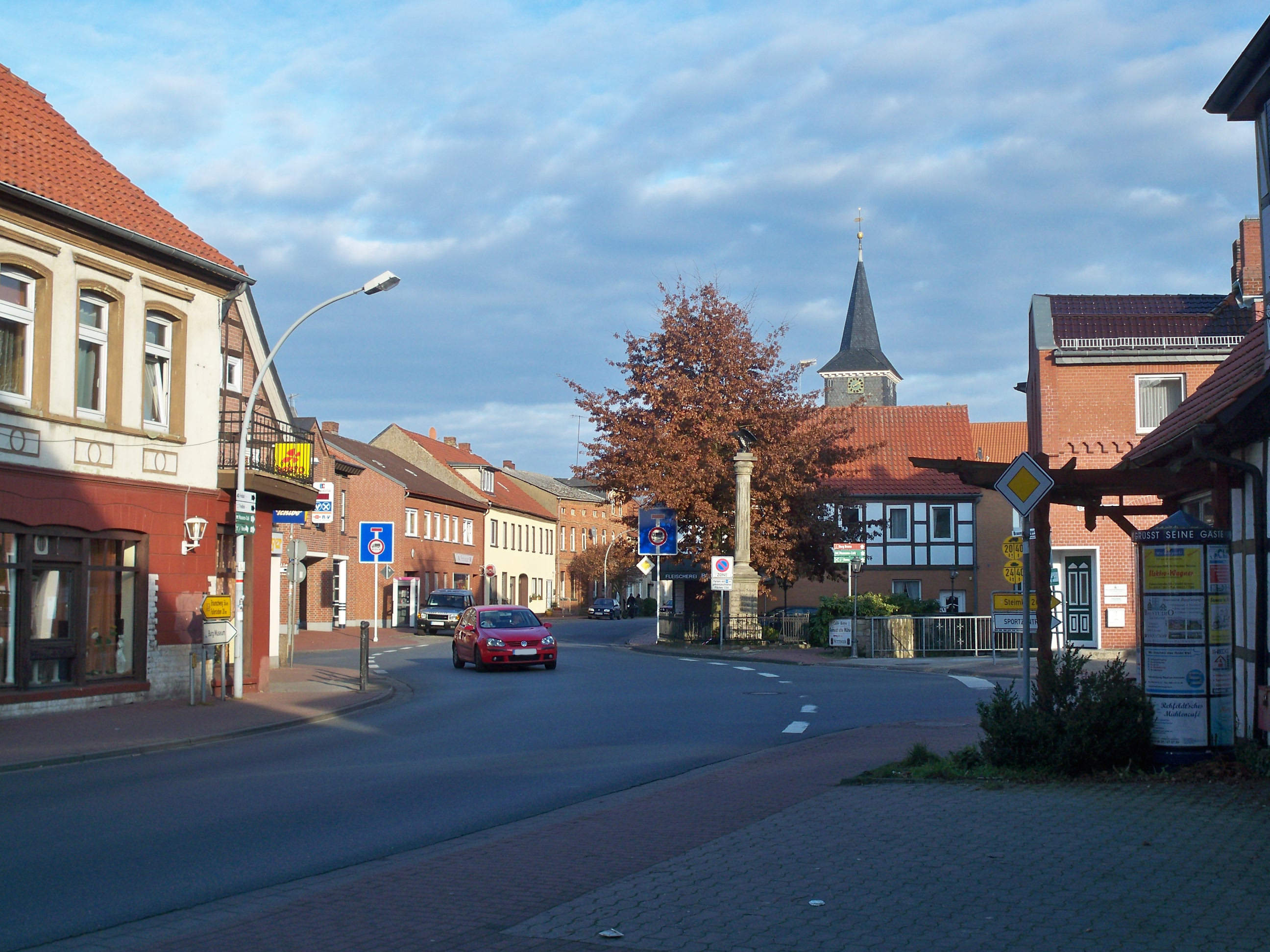
Ortsmitte, Blick Richtung Osten

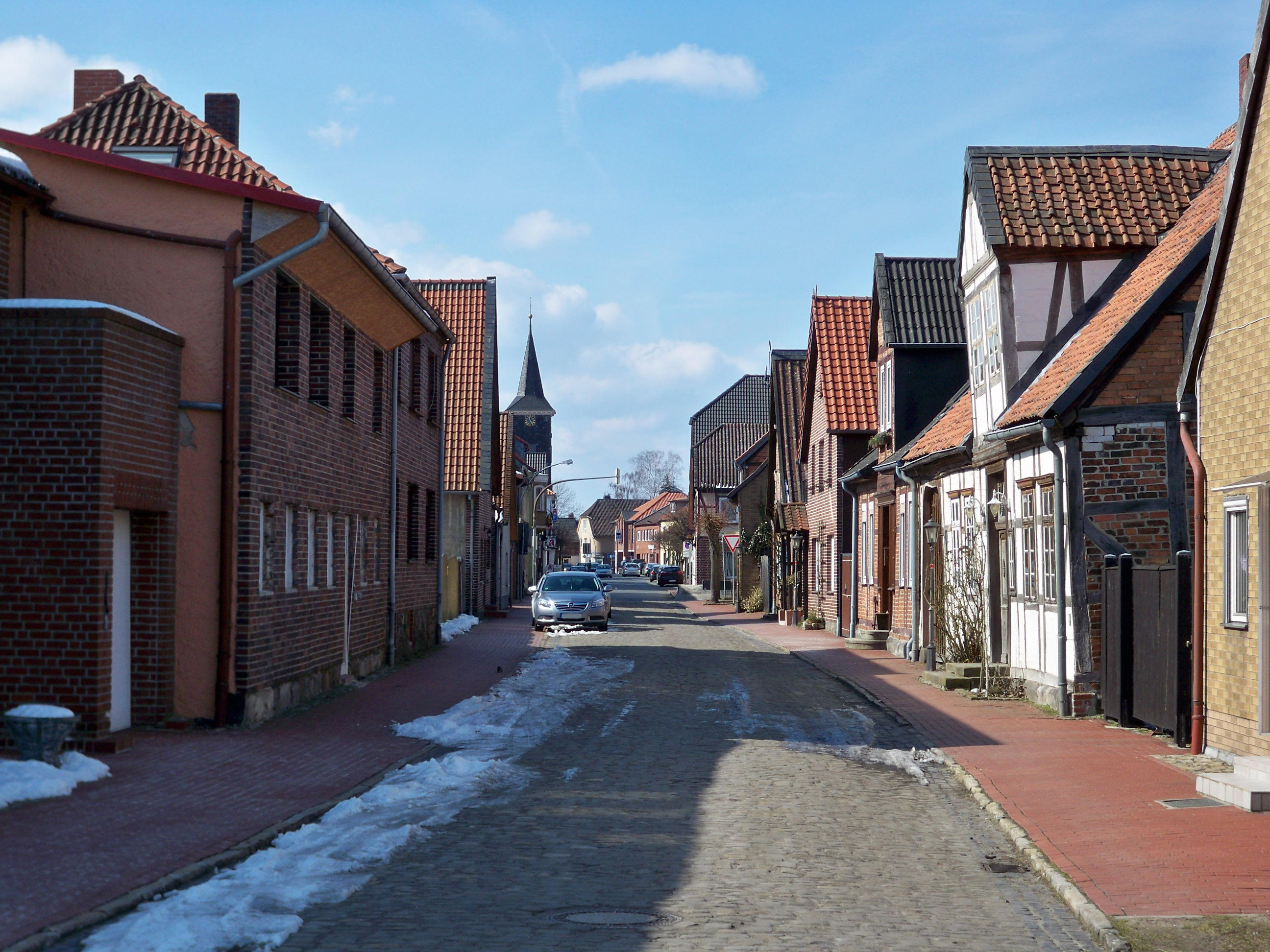
Junkerende in der Nähe der Burg

Die erste Burg Brome im Niederungsgebiet der Ohre ist vielleicht eine wendische Gründung, vermutlich aus dem 10. Jahrhundert. 1170 wurde Brome erstmals indirekt als Name Theodoricus Brumes (Dietrich von Brome) erwähnt. Brome gehörte damals zum Bistum Halberstadt. Im Jahr 1202 wurde der Ort Brome erstmals urkundlich im „Vertrag von Paderborn“ genannt, in dem der Sohn Heinrichs des Löwen, der Pfalzgraf Heinrich, seinem Bruder Wilhelm den Besitz bestätigte. Brome hat zwei Siedlungskerne, die Burg und das Bleek, der Bereich der heutigen Hauptstraße westlich der Burg. Die mittelalterliche Ortsgeschichte, bei der Burg und Ort zwischen verschiedenen Herrschern hin- und hergereicht wurden, verlief unruhig und wechselvoll. Bereits 1219 wurde die Burg des Ortes bei einem Konflikt zwischen den Welfen und dem Erzbischof von Magdeburg zerstört. Im Jahr 1292 fiel Brome an den Markgrafen von Brandenburg, kam aber infolge seiner Kinderlosigkeit wieder an den welfischen Zweig zurück. Um 1300 kam es zu einer weiteren Zerstörung der Burg. 1360 verpfändete der Besitzer des Ortes, Herzog Magnus von Braunschweig, Burg und Ort an die von Bartensleben. Im Jahre 1428 fielen Brome und die Burg an das Fürstentum Lüneburg. 1492 übernahm Fritz VI. von der Schulenburg das Lehen. Im Jahr 1527 wurde Brome lutherisch. Fritz VII. von der Schulenburg musste die Burg 1548 an die von dem Knesebeck abtreten. Diese gaben die Burg 1583 wieder an die von Bartensleben ab. 1586 wurde ein Pfarrhaus in Brome gebaut; zuvor hatte es sich bei der St.-Pankratius-Kirche im benachbarten Altendorf befunden.
Während des Dreißigjährigen Krieges wurden von den Truppen Tillys acht von 29 Bauernhöfen zerstört. Im Jahr 1742 ging Brome erneut an die von der Schulenburg. 1807 brannte ein großer Teil des Ortes mit der Kirche und der Schule ab. 1811 war Brome ein Marktflecken. Im Jahr 1842 wurde eine neue Kirche eingeweiht. Im Ersten Weltkrieg starben 43 Bromer Männer, im Zweiten Weltkrieg 91.
Nach dem Zweiten Weltkrieg wurde die innerdeutsche Grenze im Osten des Fleckens schrittweise ausgebaut. Anfangs konnte sie noch an einigen Stellen ohne großes Risiko überquert werden. Der Flecken war aber schließlich bis zum 18. November 1989 von seinem östlichen Hinterland abgeschnitten, als die Grenze an der Straße nach Mellin geöffnet wurde.
Im Jahr 1909 wurde die Bahnstrecke Wittingen–Oebisfelde eröffnet, mit Brome als größtem Ort zwischen den Endpunkten. Der Bahnhof lag anfangs weit westlich des Ortes, Brome wuchs jedoch in diese Richtung, so dass die neue Ortsgrenze westlich des Bahnhofs lag. 1974 wurde der planmäßige Personenverkehr auf dem Abschnitt Wittingen–Brome–Rühen eingestellt. Bis etwa 2000 fuhren zum Bromer Burgfest Museumszüge von Wittingen bis Brome. 2004 wurde auch der Güterverkehr eingestellt. Die Schienen, zwar überwachsen und das Empfangsgebäude sind noch vorhanden.
Im Jahr 1934 wurde nahe der Ohre ein Freibad errichtet. Es wurde 1964, 1972 und 1980 erneuert, erweitert bzw. um eine Heizung ergänzt und ist das einzige Schwimmbad der Samtgemeinde. Im Jahr 1979 wurde im Ort der Ohresee als Naherholungsgebiet errichtet. Er besteht aus zwei zusammen 4,8 Hektar großen Seen. 1984 wurde unmittelbar flussaufwärts das Naturschutzgebiet „Ohreaue bei Altendorf“ eingerichtet, das Anfang 2017 unter Einbeziehung weiterer Flächen zum Naturschutzgebiet „Ohreaue bei Altendorf und Brome“ erweitert wurde. Von 1939 bis 2000 gab es in Brome ein Kino, die Bromer Lichtspiele.
Im Jahr 1905 lebten in Brome 1114 Personen. Bis 1939 stieg die Zahl auf 1242; bis 1950 wuchs sie wegen der Flüchtlingsströme auf 1892 an. 1984 betrug die Einwohnerzahl 2250. Im selben Jahr gab es dort 17 landwirtschaftliche Betriebe.
Mit dem Flecken Brome bildeten am 1. Juli 1965 die damaligen Gemeinden Altendorf, Benitz, Voitze, Wiswedel und Zicherie die erste Samtgemeinde Brome. Am 1. März 1974 löste sie sich auf und wurde am 15. März 1974 als Samtgemeinde Brome wiedergegründet, erweitert um die vormalige Samtgemeinde Rühen.
Seit dem 14. Oktober 1981 ist Brome ein Flecken.

### Zicherie
Der Ortsteil Zicherie bildet mit dem Klötzer Ortsteil Böckwitz in Sachsen-Anhalt faktisch ein Doppeldorf. Nach dem Zweiten Weltkrieg trennte die innerdeutsche Grenze die beiden Ortschaften und ihre Bewohner. Dadurch galten Zicherie und Böckwitz in der Bundesrepublik Deutschland als Symbol für die Unmenschlichkeit der Teilung.

### Eingemeindungen
Am 1. März 1974 wurden die Gemeinden Altendorf, Benitz, Wiswedel und Zicherie eingegliedert.

## Politik

### Rat
Der Rat des Fleckens Brome setzt sich aus 15 Ratsfrauen und Ratsherren zusammen.
Bei der Kommunalwahl 2021 ergab sich folgende Sitzverteilung:
|      | CDU | FWG | SPD | GRÜNE |  | Gesamt   |
| 2021 | 6   | 5   | 2   | 2     |  | 15 Sitze |

### Bürgermeister
Nebenamtlicher Bürgermeister des Fleckens Brome ist Lothar Hilmer (FWG).

### Wappen
| Wappen von Brome | Blasonierung: „Durch Zinnenschnitt geteilt von Silber und Rot; oben ein wachsender roter Turm mit roter Haube, unten ein schreitender, blau bewehrter und gezungter, goldener Löwe.“ |
| Wappen von Brome | Wappenbegründung: Das Wappen erinnert an die Rolle, die Brome früher als welfischer Stützpunkt gegen das Kurfürstentum Brandenburg und das Erzbistum Magdeburg gespielt hat. Es stellt die Bromer Burg dar mit deren Bergfried, der mit seiner Haube die Landschaft weithin überragt. Dass die Burg welfisch war, wird durch den welfischen Löwen vor der Burgmauer verdeutlicht. Das Wappen wurde vom Heraldiker Alfred Brecht gestaltet, am 22. Oktober 1963 vom Gemeinderat beschlossen und am 22. November 1963 durch den lüneburgischen Regierungspräsidenten genehmigt. |

### Flagge
Die Flagge wurde am 8. Oktober 1965 durch den lüneburgischen Regierungspräsidenten genehmigt und wie folgt beschrieben:
„Die Flagge ist rot - weiß - rot (1:2:1) gestreift (Querformat: Streifen waagerecht verlaufend, Längsformat: Streifen senkrecht verlaufend) und mittig mit dem Gemeindewappen belegt.“

### Dienstsiegel
Das Dienstsiegel enthält das Wappen und die Umschrift „Flecken Brome, Landkreis Gifhorn“.

## Kultur und Sehenswürdigkeiten

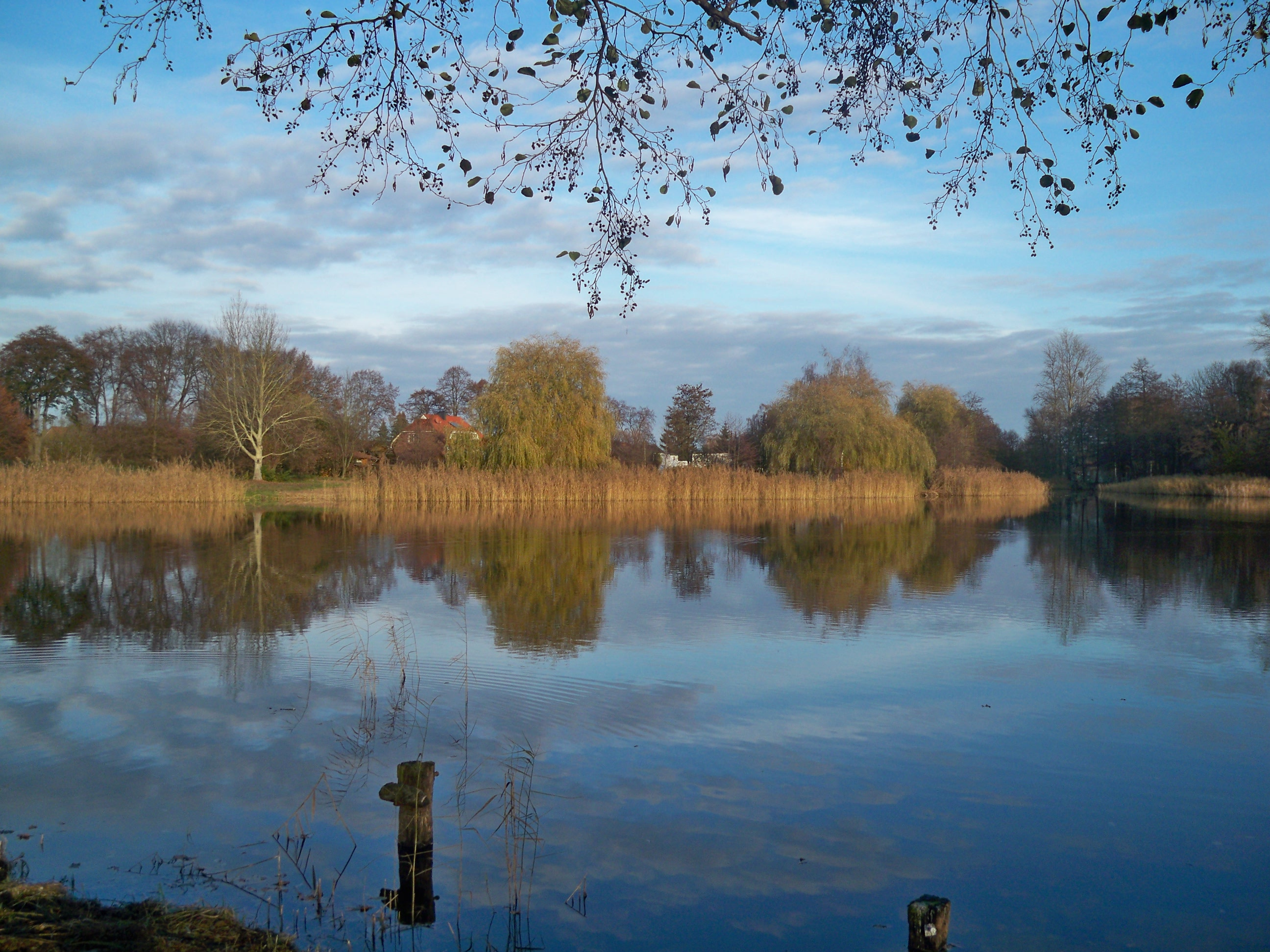
Ohresee

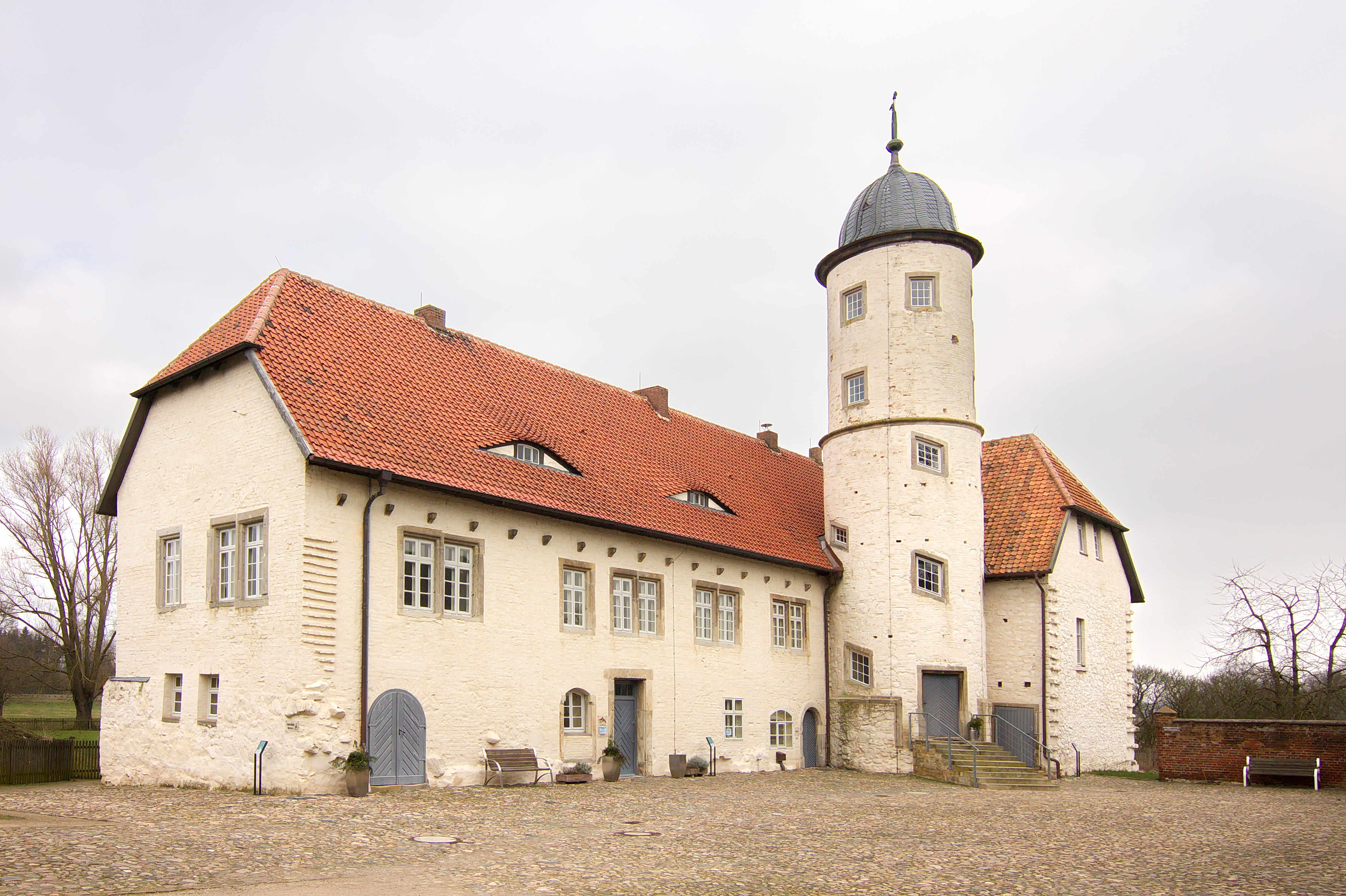
Burg Brome

Brome besaß ein Dorfgemeinschaftshaus, das im Januar 2020 abbrannte.

### Ohresee
Der Ohresee ist ein 1979 künstlich angelegtes, von der Ohre gespeistes Gewässer, das aus dem „Kleinen Ohresee“ und dem „Großen Ohresee“ besteht. Das Gebiet des heutigen Ohresees war zuvor ein Sumpfgebiet.

### Burg Brome
Die Burg Brome wurde erstmals urkundlich im Erbschaftsvertrag Heinrichs des Löwen im Jahre 1202 erwähnt. Wie der Ort gehörte auch die Burg zu unterschiedlichen Zeiten den Adelsfamilien derer von Bartensleben, derer von der Schulenburg und derer von dem Knesebeck an. Sie diente in ihrer Geschichte als Verteidigungsanlage, Gerichtsstätte, Wohnhaus des Vogtes und als Wirtschaftsgebäude. Seit 1974 wird die Burg als Heimatmuseum mit umfangreicher Darstellung der ländlichen Selbstversorgung und des alten Handwerks im Landkreis Gifhorn genutzt. Das bis 2010 jährlich stattfindende Burgfest im August zog viele Besucher an.

## Religion

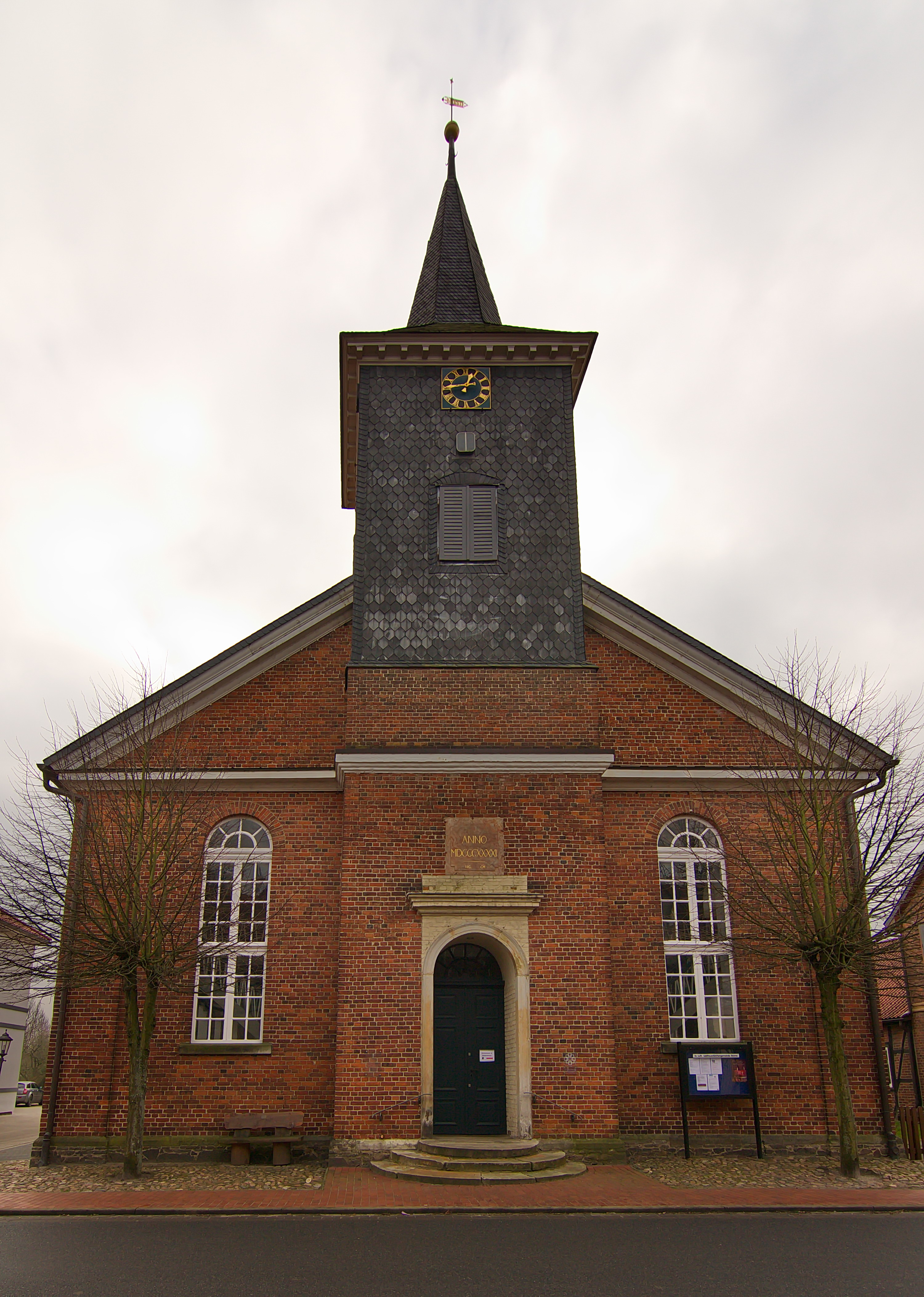
Liebfrauenkirche in Brome

Zur evangelisch-lutherischen Kirchengemeinde Brome-Tülau gehört in Brome die 1842 nach Plänen von Ludwig Hellner errichtete Liebfrauenkirche an der Hauptstraße. Eine weitere evangelische Einrichtung in Brome ist das Michaelis-Heim (Altenpflegeheim), es gehört heute zur Diakonie Wolfsburg. Das erste an der Schulstraße gelegene Heim von 1960 (heute Pastor-Bammel-Haus) wurde 1986 durch einen Neubau an der Robert-Koch-Straße ergänzt. Die in den 1970er Jahren errichtete Neuapostolische Kirche, an der Straßenecke Wacholderweg/Am Fuchsbau gelegen, wurde 2005 aufgegeben. Die neuapostolische Gemeinde Brome wurde der Gemeinde Wittingen angeschlossen. Eine weitere evangelische Kirche befindet sich im Ortsteil Altendorf, dort hat auch die Evangelisch-Freikirchliche Gemeinde Brome ihren Sitz. Die katholischen Einwohner Bromes gehören zur Pfarrgemeinde St. Michael Wolfsburg mit Filialkirche St. Raphael im nahegelegenen Parsau.

## Infrastruktur

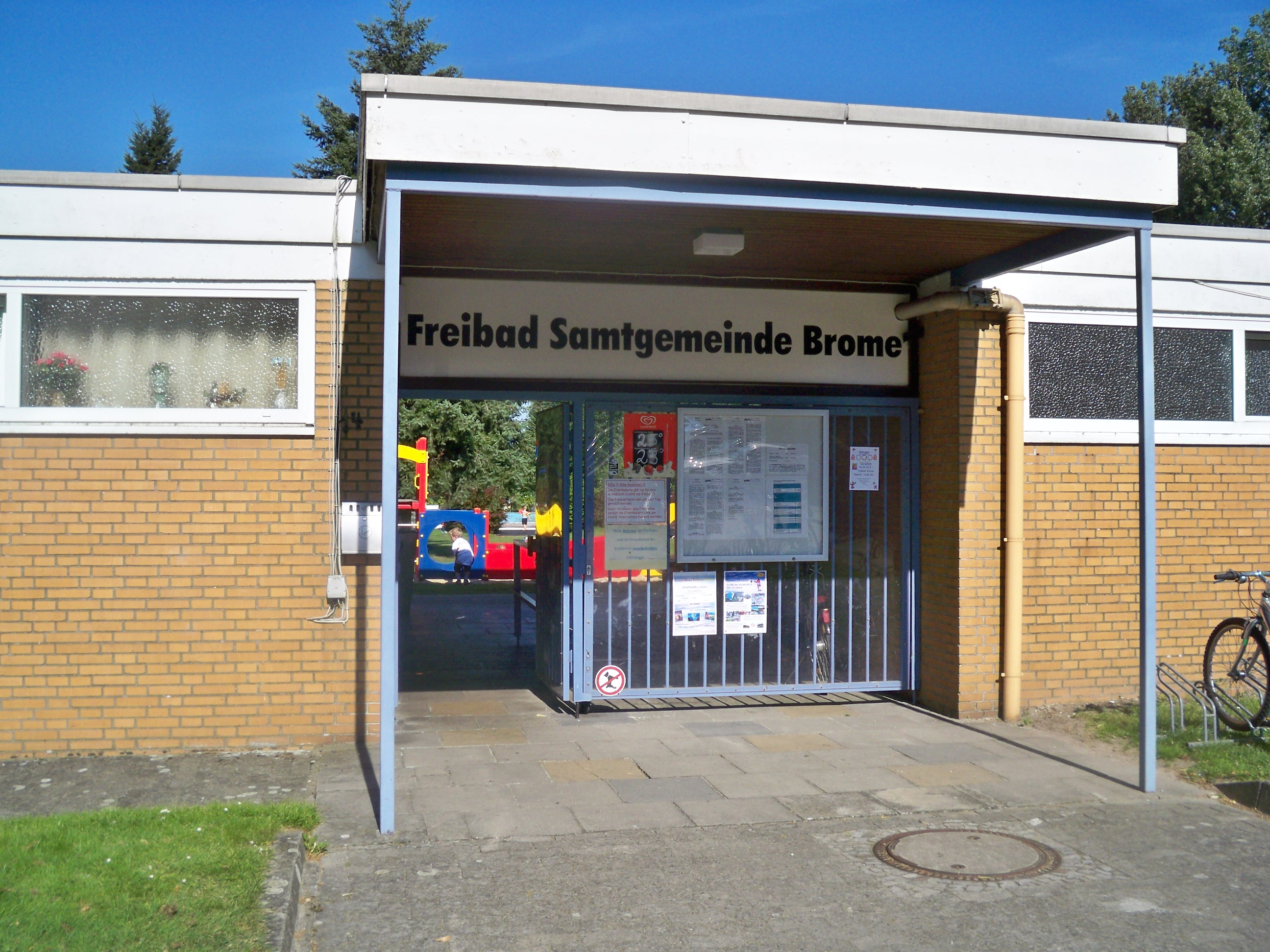
Eingang zum Freibad

In Brome werden seit langer Zeit Handwerk und Handel betrieben. Die Landwirtschaft spielt eine untergeordnete Rolle. Der Ort Brome liegt am Schnittpunkt der Bundesstraßen B 248 (Südwest-Nordost-Richtung) und B 244 (Nord-Süd-Richtung). Eine Landesstraße führt nach Steimke, eine Kreisstraße nach Wendischbrome. Seit 2011 wird Brome von Bussen der VLG nach Wolfsburg, Wittingen–Brome–Zicherie und Ehra-Lessien bedient. Zu Schulzeiten verkehren zusätzlich weitere Linien.
Die Freiwillige Feuerwehr Brome wurde 1872 gegründet.
In Brome befindet sich eine Grundschule.

## Veranstaltungen
Am jeweils dritten Wochenende im August fand von 1980 bis 2010 auf Burg Brome das „Burgfest“ statt, zu dem sich jeweils mehrere tausend Besucher einfanden. Der Beginn der Burgsanierung im Jahr 2011 beendete die Geschichte dieser Veranstaltung.
Seit einigen Jahren findet im Sommer im Freibad Brome das „Sommer-“ oder auch „Neptunfest“ statt.
2023 ist Brome der Veranstaltungsort des „Drömlingfests“.

## Söhne und Töchter der Gemeinde
- Wilhelm Brauns (1841–1914), Apotheker und Chemieunternehmer
- Adolf Falke (1888–1958), Architekt, Zeichner, Designer und Bühnenbildner
- Martin Betzou (1893–1973), Maler
- Christoph Asendorf (* 1955), Kunstwissenschaftler und Hochschullehrer